# Bahnstrecke Boston–Islington
| Station Talbot Avenue mit ausfahrendem Zug, Dez. 2012 |                                                               |                                                 |                                                 |
| Streckenlänge: | 20,1 km                                                       |                                                 |                                                 |
| Spurweite: | 1435 mm (Normalspur)                                          |                                                 |                                                 |
| Zweigleisigkeit: | Gesamtstrecke außer im Bf. Readville                          |                                                 |                                                 |
| |                                                               |                                                 |                                                 |
| Gesellschaft: | South Boston–Abzweig: CSXT Abzw. South Boston–Islington: MBTA |                                                 |                                                 |
| Mitbenutzung: | Abzweig–Islington: CSXT                                       |                                                 |                                                 |
| \| \| \| Güterverbindungsbahn Boston \| \| \| \| 0,0 \| Boston MA Summer Street Station \| Boston MA Summer Street Station \| \| \| \| U-Bahn Boston (Red Line) \| \| \| \| 0,0 \| Boston MA South Station \| Boston MA South Station \| \| \| \| nach Worcester und Providence \| \| \| \| \| Fort Point Channel \| \| \| \| \| Verbindung von Worcester/Providence \| \| \| \| \| von Boston OC Station \| \| \| \| \| Hafenbahn South Boston \| \| \| \| 1,3 \| South Boston MA \| South Boston MA \| \| \| \| Straßenbahn der BERY (West Broadway) \| \| \| \| \| U-Bahn Boston (Red Line) \| \| \| \| \| Straßenbahn der BERY (Dorchester Ave) \| \| \| \| \| Verbindung nach Plymouth \| \| \| \| 2,3 \| nach Plymouth (km 1,8 von South Station) \| nach Plymouth (km 1,8 von South Station) \| \| \| \| \| \| \| \| \| Interstate 93 \| \| \| \| \| Straßenbahn der BERY (Southampton Street) \| \| \| \| 3,5 \| Newmarket \| Newmarket \| \| \| \| Straßenbahn der BERY (Massachusetts Avenue) \| \| \| \| 4,3 \| Cottage Street \| Cottage Street \| \| \| 4,4 \| Uphams Corner (früher Dudley Street) \| Uphams Corner (früher Dudley Street) \| \| \| \| Straßenbahn der BERY (Dudley Street) \| \| \| \| 5,0 \| Bird Street \| Bird Street \| \| \| \| Straßenbahn der BERY (Columbia Road) \| \| \| \| \| Straßenbahn der BERY (Geneva Avenue) \| \| \| \| 6,3 \| Four Corners/Geneva Avenue (früher Mt. Bowdoin) \| Four Corners/Geneva Avenue (früher Mt. Bowdoin) \| \| \| \| Straßenbahn der BERY (Washington Street) \| \| \| \| 7,1 \| Harvard Street \| Harvard Street \| \| \| 7,6 \| Talbot Avenue \| Talbot Avenue \| \| \| \| Straßenbahn der BERY (Talbot Avenue) \| \| \| \| 8,1 \| Dorchester MA \| Dorchester MA \| \| \| 9,5 \| Morton Street \| Morton Street \| \| \| 10,0 \| Blue Hill Avenue (früher Mattapan) \| Blue Hill Avenue (früher Mattapan) \| \| \| \| Straßenbahn der BERY (Blue Hill Ave) \| \| \| \| \| Straßenbahn der BERY (Cummins Highway) \| \| \| \| 11,6 \| River Street \| River Street \| \| \| \| Straßenbahn der BSS (River St) \| \| \| \| \| Neponset River (2×) \| \| \| \| 13,1 \| Fairmount \| Fairmount \| \| \| \| Neponset River \| \| \| \| 13,9 \| Glenwood Avenue (früher Hyde Park) \| Glenwood Avenue (früher Hyde Park) \| \| \| \| Neponset River \| \| \| \| \| MBTA-Abstellbahnhof Readville \| \| \| \| \| Verbindung nach Providence \| \| \| \| \| Straßenbahn der BERY (Hyde Park Ave) \| \| \| \| 15,3 \| Readville MA (Turmbahnhof) \| Readville MA (Turmbahnhof) \| \| \| \| Strecke Boston–Providence \| \| \| \| \| Verbindung von Boston Back Bay \| \| \| \| 16,6 \| Ashcroft \| Ashcroft \| \| \| 17,6 \| Endicott (früher Oakdale) \| Endicott (früher Oakdale) \| \| \| 18,4 \| nach Dedham (Dedham Junction) \| nach Dedham (Dedham Junction) \| \| \| 19,0 \| Rustcraft (1955–1977) \| Rustcraft (1955–1977) \| \| \| 19,1 \| Dedham MA Corporate Center \| Dedham MA Corporate Center \| \| \| 19,3 \| Elmwood (ca. bis 1890) \| Elmwood (ca. bis 1890) \| \| \| \| Interstate 95 \| \| \| \| 20,1 \| Islington MA (früher West Dedham) \| Islington MA (früher West Dedham) \| \| \| \| von Dedham \| \| \| \| \| nach Willimantic \| \| |                                                               |                                                 |                                                 |
| Abzweig geradeaus und nach links (Strecke außer Betrieb) |                                                               | Güterverbindungsbahn Boston                     | Güterverbindungsbahn Boston                     |
| Bahnhof (Strecke außer Betrieb) | 0,0                                                           | Boston MA Summer Street Station                 | Boston MA Summer Street Station                 |
| Kreuzung mit U-Bahn mit Tunnelstrecke (Strecken außer Betrieb) |                                                               | U-Bahn Boston (Red Line)                        | U-Bahn Boston (Red Line)                        |
| Kopfbahnhof Streckenanfang · Strecke (außer Betrieb) | 0,0                                                           | Boston MA South Station                         | Boston MA South Station                         |
| Abzweig geradeaus und nach rechts · Strecke (außer Betrieb) |                                                               | nach Worcester und Providence                   | nach Worcester und Providence                   |
| Brücke über Wasserlauf · Brücke über Wasserlauf (Strecke außer Betrieb) |                                                               | Fort Point Channel                              | Fort Point Channel                              |
| Abzweig geradeaus und von rechts · Strecke (außer Betrieb) |                                                               | Verbindung von Worcester/Providence             | Verbindung von Worcester/Providence             |
| Abzweig geradeaus und ehemals von rechts · Strecke (außer Betrieb) |                                                               | von Boston OC Station                           | von Boston OC Station                           |
| Strecke · Abzweig ehemals geradeaus und von links |                                                               | Hafenbahn South Boston                          | Hafenbahn South Boston                          |
| Strecke · ehemaliger Bahnhof | 1,3                                                           | South Boston MA                                 | South Boston MA                                 |
| Strecke · Kreuzung mit U-Bahn geradeaus unten (Querstrecke außer Betrieb) |                                                               | Straßenbahn der BERY (West Broadway)            | Straßenbahn der BERY (West Broadway)            |
| Strecke · Kreuzung mit U-Bahn mit Tunnelstrecke |                                                               | U-Bahn Boston (Red Line)                        | U-Bahn Boston (Red Line)                        |
| Strecke · Kreuzung mit U-Bahn geradeaus unten (Querstrecke außer Betrieb) |                                                               | Straßenbahn der BERY (Dorchester Ave)           | Straßenbahn der BERY (Dorchester Ave)           |
| Strecke · Abzweig ehemals geradeaus und nach links |                                                               | Verbindung nach Plymouth                        | Verbindung nach Plymouth                        |
| Abzweig geradeaus und nach links · Kreuzung geradeaus unten (Strecke geradeaus außer Betrieb) | 2,3                                                           | nach Plymouth (km 1,8 von South Station)        | nach Plymouth (km 1,8 von South Station)        |
| Verschwenkung von rechts und ehemals von links |                                                               |                                                 |                                                 |
| Brücke |                                                               | Interstate 93                                   | Interstate 93                                   |
| Kreuzung mit U-Bahn geradeaus oben (Querstrecke außer Betrieb) |                                                               | Straßenbahn der BERY (Southampton Street)       | Straßenbahn der BERY (Southampton Street)       |
| Haltepunkt / Haltestelle | 3,5                                                           | Newmarket                                       | Newmarket                                       |
| Kreuzung mit U-Bahn geradeaus oben (Querstrecke außer Betrieb) |                                                               | Straßenbahn der BERY (Massachusetts Avenue)     | Straßenbahn der BERY (Massachusetts Avenue)     |
| ehemaliger Haltepunkt / Haltestelle | 4,3                                                           | Cottage Street                                  | Cottage Street                                  |
| Haltepunkt / Haltestelle | 4,4                                                           | Uphams Corner (früher Dudley Street)            | Uphams Corner (früher Dudley Street)            |
| Kreuzung mit U-Bahn geradeaus oben (Querstrecke außer Betrieb) |                                                               | Straßenbahn der BERY (Dudley Street)            | Straßenbahn der BERY (Dudley Street)            |
| ehemaliger Haltepunkt / Haltestelle | 5,0                                                           | Bird Street                                     | Bird Street                                     |
| Kreuzung mit U-Bahn geradeaus oben (Querstrecke außer Betrieb) |                                                               | Straßenbahn der BERY (Columbia Road)            | Straßenbahn der BERY (Columbia Road)            |
| Kreuzung mit U-Bahn geradeaus oben (Querstrecke außer Betrieb) |                                                               | Straßenbahn der BERY (Geneva Avenue)            | Straßenbahn der BERY (Geneva Avenue)            |
| Haltepunkt / Haltestelle | 6,3                                                           | Four Corners/Geneva Avenue (früher Mt. Bowdoin) | Four Corners/Geneva Avenue (früher Mt. Bowdoin) |
| Kreuzung mit U-Bahn geradeaus unten (Querstrecke außer Betrieb) |                                                               | Straßenbahn der BERY (Washington Street)        | Straßenbahn der BERY (Washington Street)        |
| ehemaliger Haltepunkt / Haltestelle | 7,1                                                           | Harvard Street                                  | Harvard Street                                  |
| Bahnhof | 7,6                                                           | Talbot Avenue                                   | Talbot Avenue                                   |
| Kreuzung mit U-Bahn geradeaus oben (Querstrecke außer Betrieb) |                                                               | Straßenbahn der BERY (Talbot Avenue)            | Straßenbahn der BERY (Talbot Avenue)            |
| ehemaliger Bahnhof | 8,1                                                           | Dorchester MA                                   | Dorchester MA                                   |
| Haltepunkt / Haltestelle | 9,5                                                           | Morton Street                                   | Morton Street                                   |
| ehemaliger Bahnhof | 10,0                                                          | Blue Hill Avenue (früher Mattapan)              | Blue Hill Avenue (früher Mattapan)              |
| Kreuzung mit U-Bahn geradeaus unten (Querstrecke außer Betrieb) |                                                               | Straßenbahn der BERY (Blue Hill Ave)            | Straßenbahn der BERY (Blue Hill Ave)            |
| Kreuzung mit U-Bahn geradeaus unten (Querstrecke außer Betrieb) |                                                               | Straßenbahn der BERY (Cummins Highway)          | Straßenbahn der BERY (Cummins Highway)          |
| ehemaliger Haltepunkt / Haltestelle | 11,6                                                          | River Street                                    | River Street                                    |
| Kreuzung mit U-Bahn geradeaus unten (Querstrecke außer Betrieb) |                                                               | Straßenbahn der BSS (River St)                  | Straßenbahn der BSS (River St)                  |
| Brücke über Wasserlauf |                                                               | Neponset River (2×)                             | Neponset River (2×)                             |
| Haltepunkt / Haltestelle | 13,1                                                          | Fairmount                                       | Fairmount                                       |
| Brücke über Wasserlauf |                                                               | Neponset River                                  | Neponset River                                  |
| ehemaliger Haltepunkt / Haltestelle | 13,9                                                          | Glenwood Avenue (früher Hyde Park)              | Glenwood Avenue (früher Hyde Park)              |
| Brücke über Wasserlauf |                                                               | Neponset River                                  | Neponset River                                  |
| Dienststation / Betriebs- oder Güterbahnhof |                                                               | MBTA-Abstellbahnhof Readville                   | MBTA-Abstellbahnhof Readville                   |
| Abzweig geradeaus und nach links |                                                               | Verbindung nach Providence                      | Verbindung nach Providence                      |
| Kreuzung mit U-Bahn geradeaus oben (Querstrecke außer Betrieb) |                                                               | Straßenbahn der BERY (Hyde Park Ave)            | Straßenbahn der BERY (Hyde Park Ave)            |
| Bahnhof | 15,3                                                          | Readville MA (Turmbahnhof)                      | Readville MA (Turmbahnhof)                      |
| Kreuzung geradeaus oben |                                                               | Strecke Boston–Providence                       | Strecke Boston–Providence                       |
| Abzweig geradeaus und von rechts |                                                               | Verbindung von Boston Back Bay                  | Verbindung von Boston Back Bay                  |
| ehemaliger Haltepunkt / Haltestelle | 16,6                                                          | Ashcroft                                        | Ashcroft                                        |
| Haltepunkt / Haltestelle | 17,6                                                          | Endicott (früher Oakdale)                       | Endicott (früher Oakdale)                       |
| Abzweig geradeaus und ehemals nach rechts | 18,4                                                          | nach Dedham (Dedham Junction)                   | nach Dedham (Dedham Junction)                   |
| ehemaliger Haltepunkt / Haltestelle | 19,0                                                          | Rustcraft (1955–1977)                           | Rustcraft (1955–1977)                           |
| Haltepunkt / Haltestelle | 19,1                                                          | Dedham MA Corporate Center                      | Dedham MA Corporate Center                      |
| ehemaliger Haltepunkt / Haltestelle | 19,3                                                          | Elmwood (ca. bis 1890)                          | Elmwood (ca. bis 1890)                          |
| Strecke mit Straßenbrücke |                                                               | Interstate 95                                   | Interstate 95                                   |
| Haltepunkt / Haltestelle | 20,1                                                          | Islington MA (früher West Dedham)               | Islington MA (früher West Dedham)               |
| Abzweig geradeaus und ehemals von rechts |                                                               | von Dedham                                      | von Dedham                                      |
| Strecke |                                                               | nach Willimantic                                | nach Willimantic                                |

Die Bahnstrecke Boston–Islington ist eine Eisenbahnstrecke in Massachusetts (Vereinigte Staaten). Sie ist rund 20 Kilometer lang und verbindet die Städte Boston und Dedham. Sie durchquert dabei die Bostoner Stadtteile Dorchester und Readville. Die ursprüngliche Strecke mit dem Endbahnhof nördlich der heutigen Boston South Station ist bis South Boston bereits seit 1899 stillgelegt und abgebaut. Der Abschnitt vom Abzweig der Hafenbahn in South Boston bis zum Kreuzungspunkt mit der Strecke Boston–Plymouth gehört der CSX Transportation, die Güterverkehr auf der Strecke betreibt. Die heutige Bahnstrecke beginnt in der Boston South Station und verläuft bis zu diesem Kreuzungspunkt direkt neben der Bahnstrecke nach Plymouth. Sie gehört, wie auch der Rest der Strecke bis Islington, der Massachusetts Bay Transportation Authority, die auf der Strecke den Personenverkehr betreibt. Vom Kreuzungspunkt bis Islington besitzt die CSX Transportation ein Mitbenutzungsrecht für die Strecke.

## Geschichte
Die Norfolk County Railroad hatte 1849 eine Bahnstrecke von Dedham in Richtung Süden eröffnet. Fahrgäste nach Boston mussten in Dedham in die Züge der Boston and Providence Railroad umsteigen. Um eine direkte Route nach Boston zu schaffen, erhielt die Midland Railroad Company 1850 eine Konzession zum Bau einer Bahnstrecke von Boston nach West Dedham (heute Islington). Die finanziellen Mittel sollten von der Norfolk County Railroad kommen, blieben jedoch aus, da diese selbst wirtschaftliche Probleme hatte. Am 12. Dezember 1853 fusionierten die beiden Bahngesellschaften zur Boston and New York Central Railroad, die nun das Geld für den Bahnbau aufbrachte. Im Januar 1855 wurde die Strecke eröffnet.
Bereits im Juli 1855 wurde der Betrieb wieder eingestellt, nachdem Anwohner von Dorchester sich über die gefährlichen Bahnübergänge beschwert hatten. Erst nachdem das Gerichtsverfahren im Dezember 1856 abgeschlossen war und die Bahnstrecke höher- bzw. tiefergelegt wurde, um die Bahnübergänge zu vermeiden, nahm die Bahngesellschaft den Verkehr wieder auf. Ab März 1857 übernahm die East Thompson Railroad die Bahn, da die Boston&New York in Konkurs gehen musste. Diese konnte sich jedoch nicht behaupten und Anfang 1858 übernahm die Boston&New York wieder selbst die Betriebsführung. Diese ging noch im gleichen Jahr an eine neue Midland Railroad Company über, die jedoch den Betrieb auf der Strecke einstellte, der nun die Stilllegung drohte.
Obwohl die Midland Railroad 1863 von der Boston, Hartford and Erie Railroad übernommen worden war, nahm diese den Betrieb vorerst nicht wieder auf. Die Norfolk County Railroad, offiziell immer noch Eigentümer der Bahnstrecke, verpachtete sie im Dezember 1866 an die Boston, Hartford & Erie, die nun Anfang 1867 den Verkehr wieder eröffnete. 1875 kaufte die New York and New England Railroad die Bahn und führte den Betrieb fort. 1898 schließlich übernahm die New York, New Haven and Hartford Railroad die Strecke, die auch die in Readville kreuzende Bahnstrecke nach Providence besaß. Die durchlaufenden Züge fuhren nun zumeist ab Readville auf dieser Strecke nach Boston. Die Strecke von Readville nach Boston wurde zur Nebenstrecke herabgestuft. Am 1. Januar 1899 wurde die Boston South Station eröffnet und der alte Endbahnhof an der Summer Street einschließlich des Streckenabschnitts nach South Boston stillgelegt.
Im Juli 1938 stellte die New York, New Haven & Hartford den Personenverkehr zwischen Boston und Readville ein, nahm ihn aber 1940 wieder auf. Schon im März 1944 endete der Personenverkehr auf diesem Abschnitt erneut. Zwischen Endicott und Islington ging 1955 eine Station Rustcraft in Betrieb, die sich östlich des heutigen Haltepunkts Dedham Corporate Center befand. Sie wurde bereits 1977 wieder aufgegeben. Bereits bis etwa 1890 hatte sich in der Nähe der Haltepunkt Elmwood befunden. Anfang 1969 übernahm die Penn Central den Verkehr auf der Strecke. 1973 kaufte die MBTA die Strecke von der Kreuzung in South Boston bis Islington und übernahm den Personenverkehr. Der Güterverkehr von South Boston bis Islington wurde weiterhin von Penn Central durchgeführt, ab 1976 von deren Nachfolger Conrail und schließlich ab 1999 von CSX Transportation.

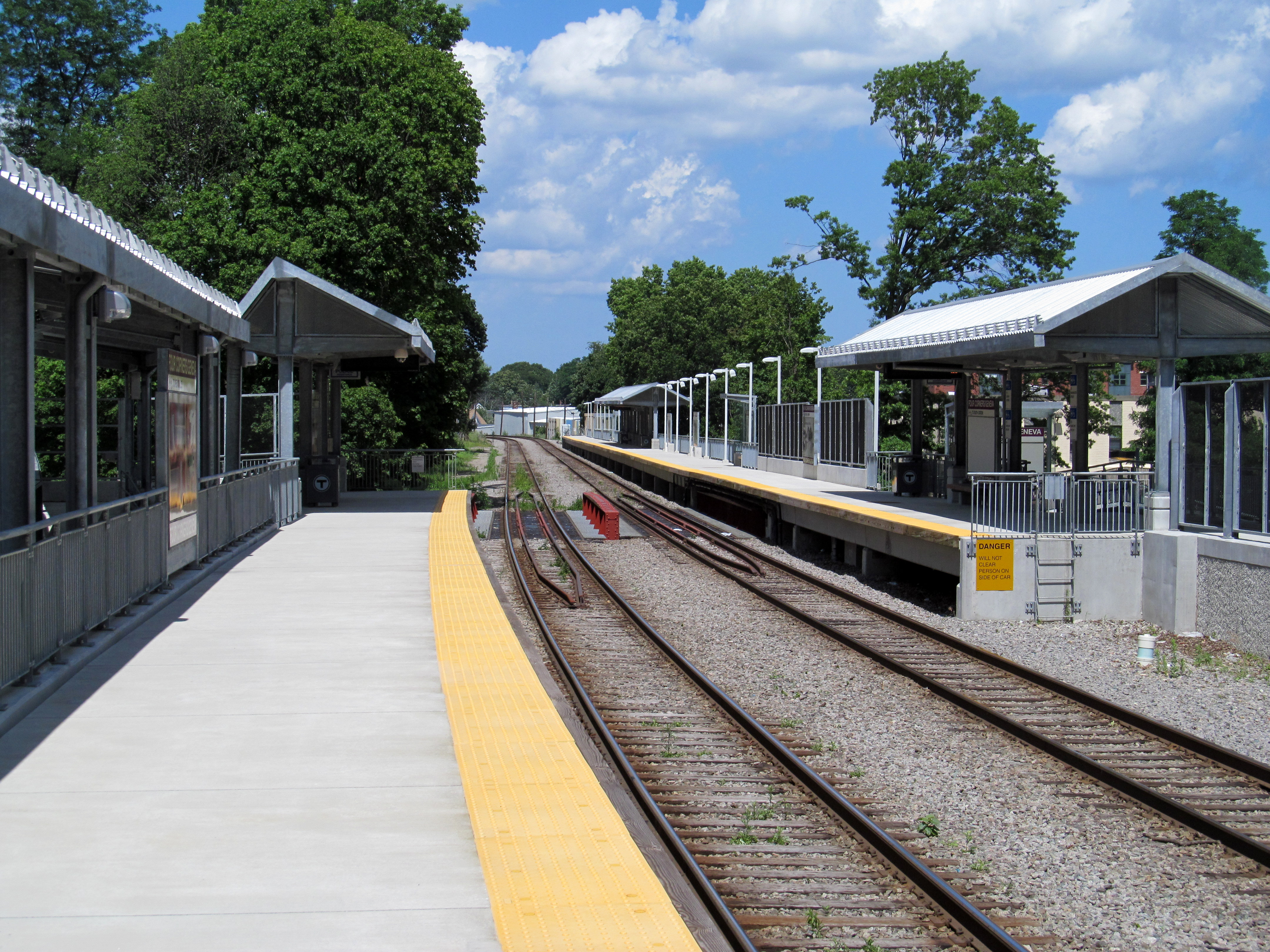
Station Four Corners/Geneva Avenue kurz nach der Eröffnung

Im November 1979 wurde der gesamte Personenverkehr zwischen Readville und Boston über die Bahnstrecke umgeleitet, da auf der Hauptstrecke gebaut wurde. Dies schloss auch Fernzüge der Amtrak ein. Zu diesem Zweck errichtete die MBTA wieder einen Bahnsteig am oberen Teil des Turmbahnhofs Readville und Zwischenstationen in Uphams Corner, Morton Street und Fairmount. Die Stationen Uphams Corner und Morton Street wurden bereits im Januar 1981 wieder aufgegeben. Erst im Oktober 1987 wurde die umgebaute Hauptstrecke wiedereröffnet und die meisten Züge einschließlich der Amtrak-Fernzüge kehrten auf diese zurück. Der Verkehr auf der Strecke über Dorchester hatte sich jedoch gut entwickelt, sodass die MBTA den Personenverkehr auch auf dem Abschnitt Boston–Readville beibehielt und nun auch die Stationen Uphams Corner und Morton Street wieder in Betrieb nahm. Die Züge über Dorchester enden zumeist in Readville, jedoch fahren im Berufsverkehr einzelne Züge nach Franklin und Forge Park weiter. Die meisten Züge zu diesen Zielen befahren die Strecke erst ab Readville und erreichen den Bahnhof über die Hauptstrecke.
1990 wurde die Station Dedham Corporate Center eröffnet. 2010 plante die MBTA, weitere Stationen entlang der Strecke zu eröffnen. Die Bauarbeiten begannen noch im selben Jahr und am 12. November 2012 ging als erstes die Station Talbot Avenue in Betrieb. Am 1. Juli 2013 wurden auch die Stationen Newmarket und Four Corners/Geneva Avenue eröffnet. Die Wiedereinrichtung der bereits bis in die 1940er Jahre betriebenen Station Blue Hill Avenue ist ebenfalls geplant. Die Station Four Corners befindet sich an der Stelle des früheren Bahnhofs Mount Bowdoin.

## Streckenbeschreibung

Bahnhof Readville – die Bahnstrecke verläuft in Ost-West-Richtung

Die ursprüngliche Strecke begann im Bahnhof Summer Street, der unmittelbar nördlich der heutigen Boston South Station lag, jedoch mit einer Gleisachse quer zu der des heutigen Bahnhofs. Die Strecke führte ostwärts aus dem Bahnhof, überquerte den Fort Point Channel und bog in einer langgezogenen Kurve in Richtung Südwesten ab. In South Boston befand sich der erste Bahnhof der Strecke, der jedoch mit Eröffnung der Boston South Station 1899 bereits den Personenverkehr verlor und heute nicht mehr erkennbar ist. Kurz darauf unterquert die Bahnstrecke die Hauptstrecke nach Plymouth. Das Streckengleis ist im Kreuzungsbereich nicht mehr vorhanden, die Güterzüge von South Boston müssen hier auf die Hauptstrecke in Richtung Süden abbiegen, während die Züge von der South Station hier von Norden her auf die Strecke einbiegen.
Im weiteren Verlauf durchquert die Bahnstrecke Dorchester. Die 2013 eröffnete Station Newmarket wurde neu eingebaut, hier befand sich früher kein Bahnhof. Die ursprüngliche Station an der Cottage Street wurde schon bald nach Eröffnung der Strecke zur Dudley Street verlegt, wo sich heute die Station Uphams Corner befindet. Weitere Stationen, die letztmals 1944 bedient wurden, befanden sich an der Bird Street und Harvard Street. Auch der Bahnhof Dorchester wurde 1979 nicht wieder in Betrieb genommen. Stattdessen erhielt die Strecke 2012 zwischen den früheren Stationen Harvard Street und Dorchester den Haltepunkt Talbot Avenue, wo sich bereits seit 2008 ein Doppelgleiswechsel befand. Die Station Morton Street existiert an dieser Stelle erst seit 1979. Kurz darauf überquert die Bahnstrecke die Blue Hill Avenue, wo sich bis 1944 ein Bahnhof befunden hat und wo in naher Zukunft eine neue Station errichtet werden soll. In Fairmount überquert die Bahnstrecke insgesamt viermal den Neponset River.
Kurz darauf ist der Knotenbahnhof Readville erreicht. Fast die gesamte Strecke von Boston nach Islington ist zweigleisig, einzig im Bahnhofsbereich von Readville ist sie eingleisig. Der Bahnhof ist ein Turmbahnhof, in dessen unterem Teil die Hauptstrecke Boston–Providence liegt. Im oberen Teil verläuft die Strecke nach Islington. Die eingleisige Verbindungskurve aus Richtung Back Bay in Richtung Islington hat auf beiden Gleisseiten einen eigenen Bahnsteig. Die Strecke von Boston über Dorchester verfügt nur über einen Seitenbahnsteig. An der Verbindungskurve in Richtung Süden gibt es heute keinen Bahnsteig mehr. Die im Bahnhof Readville früher ebenfalls abzweigende Bahnstrecke Readville–Dedham ist stillgelegt und hatte keine Gleisverbindung von der Strecke nach Islington.
Nach Readville überquert die Strecke die Stadtgrenze Bostons und erreicht das Stadtgebiet von Dedham. Der Abzweig Dedham Junction befand sich auf freier Strecke. Hier bog bis 1932 eine kurze Zweigstrecke nach Dedham ab. Kurz darauf erreicht die Bahnstrecke Islington, wo sie in die Bahnstrecke Dedham–Willimantic einmündet, die jedoch von Dedham bis hierher stillgelegt ist.

## Personenverkehr
1868 verkehrten fünf Zugpaare auf der Strecke, ein weiteres fuhr freitags. Alle Züge fuhren über Islington hinaus zumindest bis South Dedham (heute Norwood), meist jedoch bis Blackstone oder Mechanicsville. 1893 hatte sich das Zugangebot deutlich erhöht. Es verkehrten mehrere Expresszüge, wie der New England Limited, in Richtung New York. Zwei der Expresszüge fuhren täglich, hinzu kamen drei, die nur an Werktagen verkehrten, sowie einer, der nur werktags und nur bis Putnam fuhr. Sieben werktägliche und zwei sonntägliche Personenzüge fuhren außerdem von Boston nach Franklin. Werktags kamen ein Zug nach Walpole, sechs Züge nach Norwood und drei Züge nach Dedham hinzu. Letztere bogen in Dedham Junction auf die Zweigstrecke nach Dedham ab. In der Gegenrichtung gab es vier Züge von Dedham nach Boston, von denen einer jedoch an einen Zug aus Norwood angehängt wurde. Sonntags fuhren zwei weitere Züge nach Norwood.
1932 war der Reiseverkehr bis Readville deutlich eingeschränkt, da nun die Züge in Richtung Norwood und Willimantic dort von der Hauptstrecke einbogen. Zwischen Boston und Readville fuhren nur noch im Berufsverkehr Züge, nämlich wochentags drei Zugpaare und samstags zwei Zugpaare, von denen nur jeweils eines bis Readville, die übrigen bis Fairmount verkehrten. Die Züge fuhren in Stoßrichtung, früh nach Boston, nachmittags nach Fairmount bzw. Readville.
2013 verkehren auf der Strecke zwischen Boston und Readville die MBTA-Züge der Fairmount Line, außerhalb des Berufsverkehrs im Stundentakt. Wochentags werden insgesamt 22 Fahrten stadtwärts und 21 Fahrten landwärts angeboten, von denen stadtwärts drei, landwärts ein Zug weiter auf der Franklin Line nach Forge Park fährt. Zwischen Readville und Islington fahren die Züge der Franklin Line. Dies sind wochentags 18 Züge landwärts und 19 stadtwärts. Am Wochenende ist die Fairmount Line nicht in Betrieb, auf der Franklin Line fahren die Züge zwischen Readville und Islington im Zweistundentakt, samstags mit neun, sonntags mit sieben Zugpaaren.